# Free Internet Chess Server
Free Internet Chess Server s kratico FICS (v prevodu Prost (zastonjski) internetni šahovski strežnik) je razširjena nekomercialna spletna stran na internetu namenjena igranju šaha, pa tudi njegovih različic: žeri-žeri (losers chess), Fischerjev šah, menjalec, nevidni šah, 3x šah, atomski šah, šatrandž in druge. FICS tudi v živo spremlja večino pomembnejših šahovskih tekmovanj.
Podobna, toda komercialna, stran je ICC: Internet Chess Club.